# Rain-in-the-Face

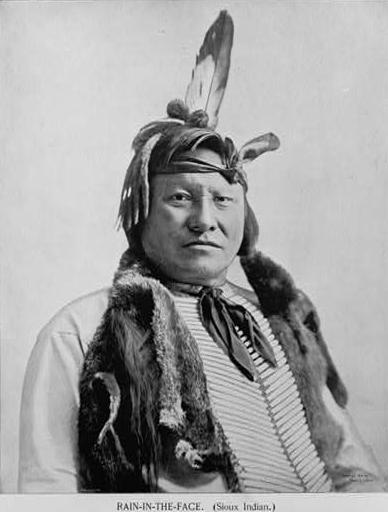
Rain-in-the-Face

Rain-in-the-Face (Lakota: Ité Omáǧažu), född cirka 1835 vid Cheyenne River, död 14 september 1905 i North Dakota, var en av de uramerikanledare i lakotastammen som besegrade George Armstrong Custer vid Little Big Horn 1876. Han hade först deltagit i våldsamheter mot amerikanarna 1866 när han deltog i en räd mot Fort Totten i nuvarande North Dakota. 1868 slogs han mot amerikanerna igen vid Fettermanmassakern. Under svartabergskriget ledde han en räd nära Tonguefloden, då två civila dödades. Efter det återvände han till sitt hem, men blev en tid senare tillfångatagen och förd till Fort Abraham Lincoln. En soldat befriade dock honom och han flydde till Powderfloden. I våren 1876 gick han med Sitting Bull.
Han avled i sitt hem i North Dakota efter en långvarig sjukdom.